# Leucocephalon yuwonoi
Genre
Espèce
Synonymes
- Geoemyda yuwonoi McCord, Iverson & Boeadi, 1995
- Heosemys yuwonoi (McCord, Iverson & Boeadi, 1995)

Statut de conservation UICN

 CR A1cd+2cd, C1 : 
En danger critique
Statut CITES
Leucocephalon yuwonoi, unique représentant du genre Leucocephalon, est une espèce de tortues de la famille des Geoemydidae.

## Répartition
Cette espèce est endémique de Sulawesi en Indonésie.

## Publications originales
- McCord, Iverson & Boeadi, 1995 : A new batagurid turtle from northern Sulawesi, Indonesia. Chelonian Conservation and Biology, vol. 1, no 4, p. 311-316.
- McCord, Iverson, Spinks & Shaffer, 2000 : A new genus of geoemydid turtle from Asia. Hamadryad, vol. 25, no 2, p. 20-24 (texte intégral).